# Храдиште (Партизанске)
Храдиште (слч. Hradište) насељено је мјесто са административним статусом сеоске општине (слч. obec) у округу Партизанске, у Тренчинском крају, Словачка Република.

## Становништво
| Година:    | 1994. | 2004.   | 2014.   | 2024.   |
| ---------- | ----- | ------- | ------- | ------- |
| Број људи: | 1084  | 1033    | 1005    | 980     |
| Разлика:   |       | -4,70 % | -2,71 % | -2,48 % |

| Година:    | 2023. | 2024.   |
| ---------- | ----- | ------- |
| Број људи: | 983   | 980     |
| Разлика:   |       | -0,30 % |

Према подацима о броју становника из 2024. године насеље је имало 980 становника.